# クリストファー・ロヤック
クリストファー・ジョレボン・ロヤック（英語: Christopher Jorebon Loeak、1952年11月11日 - ）は、マーシャル諸島の第6代大統領。2012年の大統領選挙で選出された。2020年からは大統領補佐大臣（副大統領に相当する役職）に就任している。

## 生い立ち
アイリングラップ環礁に生まれる。高校を卒業後は、アメリカ合衆国のハワイ・パシフィック大学とゴンザーガ大学ロー・スクールに留学。母語のマーシャル語に加え、英語も堪能である。妻アノノ・リェオム・ロヤックとの間に三人の子と八人の孫がいる。

## 政治活動
1985年にアイリンラプラプ環礁から立候補し、国会（ニティジェラ）議員に初当選。アマタ・カブア大統領のもと、1988年から1992年まで司法相を務めた。1992年に社会保障相に任命されるが、1996年にカブア大統領が死去し、クニオ・レマリが大統領代行に就くと教育相に横滑りとなった。教育相を2年間務め、イマタ・カブアが翌年に大統領の宣誓を立てた後も職務を続けた。1998年、カブア大統領から新設されたラリック列島相のポストを与えられて1年間務めた。その後、1999年には大統領補佐相となった。
長い議員生活のなかで、ロヤックは司法・行政間関係、予算、福祉・教育・社会サービス（委員長）、外務・貿易、歳出、資源・開発、国際保護、平和、安全保障・環境保護を含む多くの委員会に名を連ねた。また第二次および第三次制憲議会でも議員となり、後者では議長を務めた。権利章典委員会の委員長でもあった。8年間膠着状態が続いていた、アメリカのロナルド・レーガン弾道ミサイル防衛試験場の貸し出し延長を協議するチームにも加わった。その結果マーシャル諸島政府は、3200万ドルで試験場の貸し出し延長を認めた。
直近の2007年の選挙でも、アイリングラップ環礁から再選している。2008年に発足したリトクワ・トメイン政権では大統領補佐相として入閣した。

### 大統領職
2011年11月の大統領選挙で、ロヤックは現職のチューレラン・ゼドケア大統領を21対11で破った。翌2012年1月3日には国会から大統領に選出され、マーシャル諸島の大統領になった。ゼドケアは新政権への協力を表明し、ロヤックはそれから一週間以内に組閣、正式に大統領に就任した。